# Ре-цикл
«Ре-ци́кл», или «Перерабо́тка» (кит. упр. 鬼域, пиньинь Gwai wik) — фильм режиссёров братьев Пан, снятый в 2006 года. Кинокартина участвовала в конкурсной программе Каннского кинофестиваля «Особый взгляд» в 2006 году.

## Сюжет
Чу Тинь-Ин, молодая, но уже популярная писательница сообщает читателям, что собирается написать книгу о сверхъестественном. Тогда в её доме начинают происходить странные вещи. Приехавший после 8 лет отсутствия бывший бойфренд также не способствует душевному спокойствию женщины.
Однажды, выйдя в своём доме из лифта, Тинь-Ин попадает в какое-то кошмарное место. Оказывается, что это мир заброшенных вещей, идей, персонажей, в том числе созданных писательницей. Однако периодически здесь возникает ре-цикл (переработка), который уничтожает явления данной реальности.
Однако и здесь Тинь-Ин встречает людей, которые стремятся ей помочь — сперва старика, а затем маленькую девочку, которая помогает писательнице преодолеть все препятствия на пути к Переходу — месту, откуда можно возвратиться в обычный мир.

## В ролях
| Актёр             | Роль                         |
| ----------------- | ---------------------------- |
| Анджелика Ли      | Чу Тинь-Ин                   |
| Пи-Со Чинг        | режиссёр фильма «Моя любовь» |
| Экин Чен          |                              |
| Лоуренс Чоу       | Лоуренс                      |
| Viraiwon Jauwseng |                              |
| Сиу-Минг Лау      | старик                       |
| Рэйн Ли           |                              |
| Зенг Ки Ки        |                              |
| Jetrin Wattanasin |                              |
| Кики Зенг         | Тинь-Ю                       |